# 継うたわれるものらじお
『継うたわれるものらじお』 （つぐうたわれるものらじお）は、『うたわれるもの』『うたわれるもの 偽りの仮面』『うたわれるもの 二人の白皇』に関連したインターネットラジオ番組。
まず2015年5月11日から6月22日まで、『継うたわれるものらじお（ぷれ）』 のタイトルで、プレ配信として隔週月曜日に全4回が配信された。パーソナリティは柚木涼香（『うたわれるもの』ヒロインのエルルゥ役）を固定とし、各回代わりパーソナリティ（実質的ゲスト）を呼ぶ形式となっている。
その後2015年7月6日より、毎週月曜日配信で本放送がスタート。パーソナリティは柚木涼香と村瀬歩（キウル役）の2人体制固定となった。
2016年5月9日配信の第43回を最後に、次回よりリニューアルという形で終了。後継番組は利根健太朗と赤﨑千夏がパーソナリティを務める『煌うたわれるものらじお』となった。

## 番組概要
本配信第1回では『うたわれるものらじお』を再現した、柚木と村瀬がキャラを演じてのミニドラマが行われた。その後はパーソナリティのトークから番組が始まっていたが、第18回よりミニドラマが復活（ゲストがいる場合はゲストも参加）。ただしアドリブが非常に多いものになっている。
またミニドラマ終了後、「リスナーの皆さ～ん、『継うたわれるものらじお』ですよ～！」の挨拶と共に番組が始まるようになった。

### ぷれ配信
配信サイトおよび配信日
音泉
配信期間：2015年5月11日 - 6月22日（全4回）
配信日：隔週月曜日
パーソナリティ
『うたわれるもの』でエルルゥを演じた柚木涼香を固定とし、さらに1人か2人が各回代わりパーソナリティ（実質的ゲスト）として参加。

### 本配信
配信サイトおよび配信日
音泉
配信期間：2015年7月6日 -
配信日：毎週月曜日
パーソナリティ
柚木涼香（『うたわれるもの』エルルゥ役）、村瀬歩（『うたわれるもの 偽りの仮面』キウル役）

## コーナー

### （ぷれ）配信でのコーナー
ふつおたコーナー
パーソナリティに対しての質問など、普通のメールを募集。
何をされているもの
演技や言葉のニュアンスから、言っている人間が「何をされている状況か」を当てる。

### 本配信でのコーナー
ふつおたコーナー
パーソナリティに対しての質問やアニメやゲームの感想など、普通のメールを募集。
クオンの旅行記
番組中で決められた土地の、ローカル情報クイズをリスナーより募集。パーソナリティはそのクイズで対決し、負けた側はその土地を15秒間でPRする即興CMを行う。
このセリフ言ってミソ！
番組で設定された特定のセリフにあわせ、そのセリフを言うシチュエーションをリスナーより募集。パーソナリティあるいはゲストが、採用されたシチュエーションに合わせてセリフを言い、その後アクアプラスの望月雄太郎による演技指導が行われ、リテイクが行われることもある。
偽りの仮面舞踏会
第27回より開始。自分のフェチや癖など、秘密の情報を匿名で告白する。ペンネームも全て隠され、メールは「匿名希望」で読み上げられる。

## ゲスト
回数の後の日付は音泉の配信日

### （ぷれ）配信でのゲスト
- 第1回（2015年5月11日） 種田梨沙（クオン 役）
- 第2回（2015年5月25日） 藤原啓治（ハク 役）
- 第3回（2015年6月8日） 利根健太朗（ウコン 役）、加隈亜衣（ルルティエ 役）
- 第4回（2015年6月22日） 山本希望（ノスリ 役）、村瀬歩（キウル 役）[3]

### 本配信でのゲスト
- 第3回（2015年7月20日） 小山剛志（クロウ 役）
- 第5回（2015年8月10日） Suara（主題歌 担当）
- 第6回（2015年8月17日） 小暮英麻（『ToHeart2』まーりゃん 役）、小野涼子（『ToHeart2』久寿川ささら 役）
- 第8回（2015年8月31日） 水瀬いのり（ネコネ 役）
- 第10回（2015年9月14日） 利根健太朗（ウコン 役）
- 第11回（2015年9月21日） 種田梨沙（クオン 役）
- 第12回（2015年9月28日） 下川直哉（アクアプラス代表取締役）
- 第13回（2015年10月5日） 杉山大（マロロ 役）
- 第15回（2015年10月19日） 原由実（アトゥイ 役）
- 第16回（2015年10月26日） 藤原啓治（ハク 役）
- 第17回（2015年11月2日） Suara（主題歌 担当）
- 第19回（2015年11月16日） 赤﨑千夏（アンジュ 役）
- 第20回（2015年11月23日） 加隈亜衣（ルルティエ 役）
- 第23回（2015年12月14日） 内田夕夜（ミカヅチ 役）
- 第25回（2015年12月28日）、第26回（2016年1月11日） 佐倉綾音（ウルゥル、サラァナ 役）
- 第27回（2016年1月18日） 江口拓也（ヤクトワルト 役）
- 第30回（2016年2月8日） Suara（主題歌 担当）
- 第32回（2016年2月22日） 大川透（デコポンポ 役）
- 第34回（2016年3月7日）乃村健次（ヴライ 役）
- 第38回（2016年4月4日）種田梨沙（クオン 役）
- 第41回（2016年4月25日）加隈亜衣（ルルティエ 役）
- 第43回（2016年5月9日）利根健太朗（オシュトル/ウコン 役）

## ラジオCD
各CD共にイベントにて先行発売、その後2016年9月21日より一般発売開始。
- ラジオCD『継うたわれるものらじお』其の壱（2015年11月28日発売）

【DISC-1】CD特別版（オーディオCD）
ゲスト:種田梨沙（クオン 役）、山本希望（ノスリ 役）
【DISC-2】（ぷれ）配信第1回～第4回、本配信第1回～第8回までのMP3データ
- ラジオCD『継うたわれるものらじお』其の弐（2015年12月29日発売）

【DISC-1】CD特別版（オーディオCD）
ゲスト:小山剛志（クロウ 役）、三宅華也（トウカ 役）
【DISC-2】本配信第9回～第20回までのMP3データ
- ラジオCD『継うたわれるものらじお』其の参（2016年8月12日発売）

【DISC-1】CD特別版（オーディオCD）
ゲスト:米澤円（ココポ、エントゥア 役）
【DISC-2】本配信第21回～第31回までのMP3データ
- ラジオCD『継うたわれるものらじお』其の肆（2016年8月12日発売）

【DISC-1】CD特別版（オーディオCD）
ゲスト:水瀬いのり（ネコネ 役）
【DISC-2】本配信第32回～第43回までのMP3データ

## 主題歌
- オープニングテーマ

「ヌエドリ」
作詞 - 須谷尚子 / 作曲・編曲 - 衣笠道雄 / 歌 - Suara
「不安定な神様」
作詞 - 須谷尚子 / 作曲 - 下川直哉 / 編曲 - 小林俊太郎 / 歌 - Suara
「天かける星」
作詞 - 須谷尚子 / 作曲 - 中上和英 / 編曲 - 衣笠道雄 / 歌 - Suara
- エンディングテーマ

「ユメカウツツカ」
作詞 - 巽明子 / 作曲・編曲 - 松岡純也 / 歌 - Suara
「星降る空仰ぎ見て」
作詞 - 須谷尚子 / 作曲・編曲 - 衣笠道雄 / 歌 - Suara